# Fortún Garcés
Fortún Garcés der Einäugige (baskisch Fortun Gartzia Begibakarra, spanisch Fortún Garcés el Tuerto; † nach 905) war von 882 bis 905 König von Pamplona (Navarra) aus dem Haus Íñiguez. Er war der Sohn des Königs García Íñiguez und der Urraca.
Bereits im Jahr 860 war Fortún in die Gefangenschaft des Emirs von Córdoba, Muhammad I., geraten. Die Hintergründe dazu sind unklar, möglich dass er als Geisel für seinen Vater bürgte. In Córdoba hatte er seine Tochter mit dem Prinzen Abdallah verheiraten können, der später selbst als Emir amtierte. Nachdem sein Vater 882 im Kampf getötet wurde, konnte Fortún nach Pamplona zurückkehren, um dort offenbar als Vasall des Emirs zu herrschen. Über seine weitere Amtszeit ist nichts weiter bekannt. Im Jahr 905 wurde er von Sancho I. Garcés abgesetzt und in die Abtei San Salvador de Leire verbannt, wo er zu einem unbekannten Zeitpunkt verstarb. Mit ihm endete die von seinem Großvater Íñigo Arista begründete Königslinie, an deren Stelle sich nun das Haus Jiménez setzte. Es ging ebenso wie das Haus Íñiguez im Mannesstamm auf Íñigo Aristas Großvater zurück, war aber eine jüngere Linie.
Fortún Garcés war mit einer Frau namens Oria verheiratet, mit der er fünf Kinder hatte. Sie und deren Nachkommen waren:
1. Oneca Fortúnez; 1. ⚭ mit Abdallah von Córdoba († 912), 2. ⚭ mit Aznar Sánches von Larraún.
  1. (I) Prinz Muhammad († 895); Vater des Kalifen Abd ar-Rahman III. († 961).
  2. (II) Sancho Aznárez.
  3. (II) Toda Aznárez († nach 970); ⚭ mit Sancho I. Garcés († 925), König von Pamplona.
  4. (II) Sancha Aznárez; ⚭ mit Jimeno Garcés († 931), König von Pamplona.
2. Íñigo Fortúnez; ⚭ mit Sancha Garcés, Tochter von García Jiménez.
3. Aznar Fortúnez.
  1. Fortún Aznárez.
    1. García Fortúnez de Cabanas (979 genannt).
4. Velasco Fortúnez.
  1. Jimena Velásquez; ⚭ mit Íñigo Garcés, Sohn von García Jiménez.
  2. Toda Velásquez.
  3. Sancha Velásquez
5. Lope Fortúnez.

## Weblink
- KINGS of PAMPLONA 822-905 (IÑIGA DYNASTY) bei fmg.ac.

| Vorgänger      | Amt                       | Nachfolger       |
| -------------- | ------------------------- | ---------------- |
| García Íñiguez | König von Navarra 882–905 | Sancho I. Garcés |

| Personendaten    | Personendaten                                                             |
| ---------------- | ------------------------------------------------------------------------- |
| NAME             | Fortún Garcés                                                             |
| ALTERNATIVNAMEN  | Fortun Gartzia Begibakarra (baskisch); Fortún Garcés el Tuerto (spanisch) |
| KURZBESCHREIBUNG | König von Pamplona (882–905)                                              |
| GEBURTSDATUM     | 9. Jahrhundert                                                            |
| STERBEDATUM      | nach 905                                                                  |
| STERBEORT        | Abtei San Salvador de Leire                                               |